# Uffie
Uffie, właśc. Anna-Catherine Hartley (ur. 9 grudnia 1987 w Miami) – amerykańsko-francuska raperka, wokalistka i autorka tekstów. Obecnie nagrywa dla francuskiej wytwórni Ed Banger Records. W swojej twórczości nawiązuje do synth popu, electroniki, hip-hopu, rapu i dance; współpracowała z Feadzem i Mr. Oizo. Nagrała single "Pop the Glock", "First Love" i "Hot Chick", a we współpracy z Justice "Tthhee Ppaarrttyy". Debiutancki album Sex Dreams and Denim Jeans ukazał się nakładem Ed Banger Records 31 maja 2010.

## Życiorys
Anna-Catherine Hartley urodziła się na Florydzie, ale przeniosła się do Hongkongu, gdzie pracował jej ojciec, gdy miała cztery lata. W tym mieście spędziła większość dzieciństwa. Przydomek Uffie pochodzi z francuskiego Un Oeuf ("jajko") i został jej nadany w dzieciństwie przez ojca. Jako nastolatka przez pewien czas mieszkała w Fort Lauderdale z matką, w wieku 15 lat przeniosła się z ojcem do Paryża. Studiowała modę i uczęszczała do International School of Paris, rzuciła szkołę gdy podpisała kontrakt z Ed Banger Records na początku 2006 roku.
Była w związku z Fabienem Piantą (DJ Feadzem), rozstała się z nim w 2008 roku. Następnie związała się z artystą Andrém Saraivą i wyszła za niego w sierpniu 2008, w lecie następnego roku wzięli jednak rozwód. Ich córka Henrietta urodziła się w październiku 2009.

## Dyskografia

### Albumy
- Sex Dreams and Denim Jeans (2010)

### EPki
- Pop the Glock/Ready to Uff (27 lutego 2006)
- Hot Chick/In Charge (listopad 2006)
- Suited and Looted (29 czerwca 2007)
- Pop the Glock (reedycja) (30 listopada 2009)
- MC's Can Kiss (12 stycznia 2010)

### Single
- Pop the Glock (2006)
- Ready to Uff (2006)
- Hot Chick (2006)
- F1rst Love (2007)
- Tthhee Ppaarrttyy (2009)
- MC's Can Kiss (2010)
- ADD SUV (Feat. Pharrell Williams) (2010)
- Difficult (2010)
- Wordy Rappinghood (2011)

### Utwory na innych albumach
- "Pop the Glock" na Ed Rec, Vol. 1 (2006)
- "Dismissed" na Ed Rec, Vol. 2 (2007)
- "Hot Chick (Feadz Edit)" na FabricLive.33 (2007)
- "Robot Oeuf" na Ed Rec, Vol. 3 (2008)
- "Robot Oeuf" na Broken Embraces Soundtrack (2009)

### Gościnnie
- Feadz "Uffie & Me" na Forward 4 EP (2005)
- Crystal Castles "Make It Hott" (2007)
- Justice "Tthhee Ppaarrttyy" na † (2007)
- Uffie and Curtis Vodka "Body Bass" (2008)
- Uffie vs. Crystal Castles "Make it Hott" (2008)
- M.I.T.C.H. "Fais Rentrer Les Euros (Feat. Uffie and Feadz)" (2008)
- Scanners "Low Life (LA Riots Remix)" (2008)
- Justice "Ttthhheee Pppaaarrrtttyyy" (Live Version) na A Cross The Universe (2008)
- Mr. Oizo "Steroids" na Lambs Anger (2008)
- Mr. Oizo "Steroids (Remix)" na Pourriture EP (2009)
- Galantis "Spaceship" (2018)